# ヘイマエイ島
ヘイマエイ島あるいはヘイマイエ島、ヘイマ島（アイスランド語: Heimaey [ˈheiːmaˌei] 「家のある島」の意）は、アイスランドに属する島の1つである。ヴェストマン諸島で唯一の有人島。人口4,100人。アイスランドで水揚高1位を誇る漁港を擁し、その輸出高はアイスランド全体の12パーセントにもなる。

## 現代のポンペイ
1973年1月23日、島の東部にある教会に付属していた農場に割れ目火口が開き、スコリアを噴出すると共に溶岩も流れ始めた。割れ目噴火はすぐに1つの火口に集中するようになり、後にエルトフェットルと命名される火山を形成した。溶岩流は時速数メートルの速さで町へ、そして島の経済に大きな役割を果たしている漁港の方向へと進んできた。この漁港を守るべく、島民は消防ポンプで海水を溶岩流に放水した。民家などは幾つも溶岩に飲み込まれたものの、この放水によって漁港に達する前に溶岩は冷えて固まり、溶岩は止まった。しかし、全島民がアイスランド本土への疎開を余儀なくされた。なお、この時アイスランドはイギリスとのタラ戦争の最中であったのだが、アイスランド沿岸警備隊は、一旦紛争行為を中断してここの救援に回ったことで知られる。なお、この噴火による人的被害は死者1名のみで、ドラッグ・ストアに侵入して薬を盗もうとした男性1名である。死因は、有毒ガスを吸ったことによる窒息死。溶岩流は全家屋の1/3を飲み込み、町は壊滅状態となった。

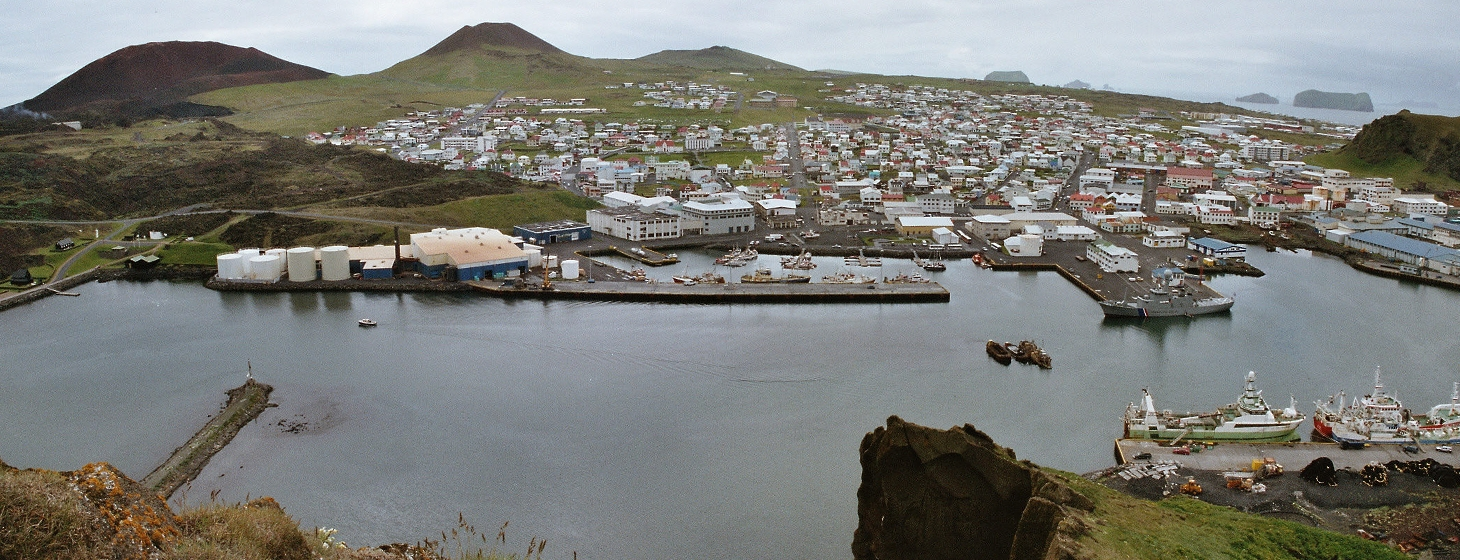
左端がエルトフェットル火山

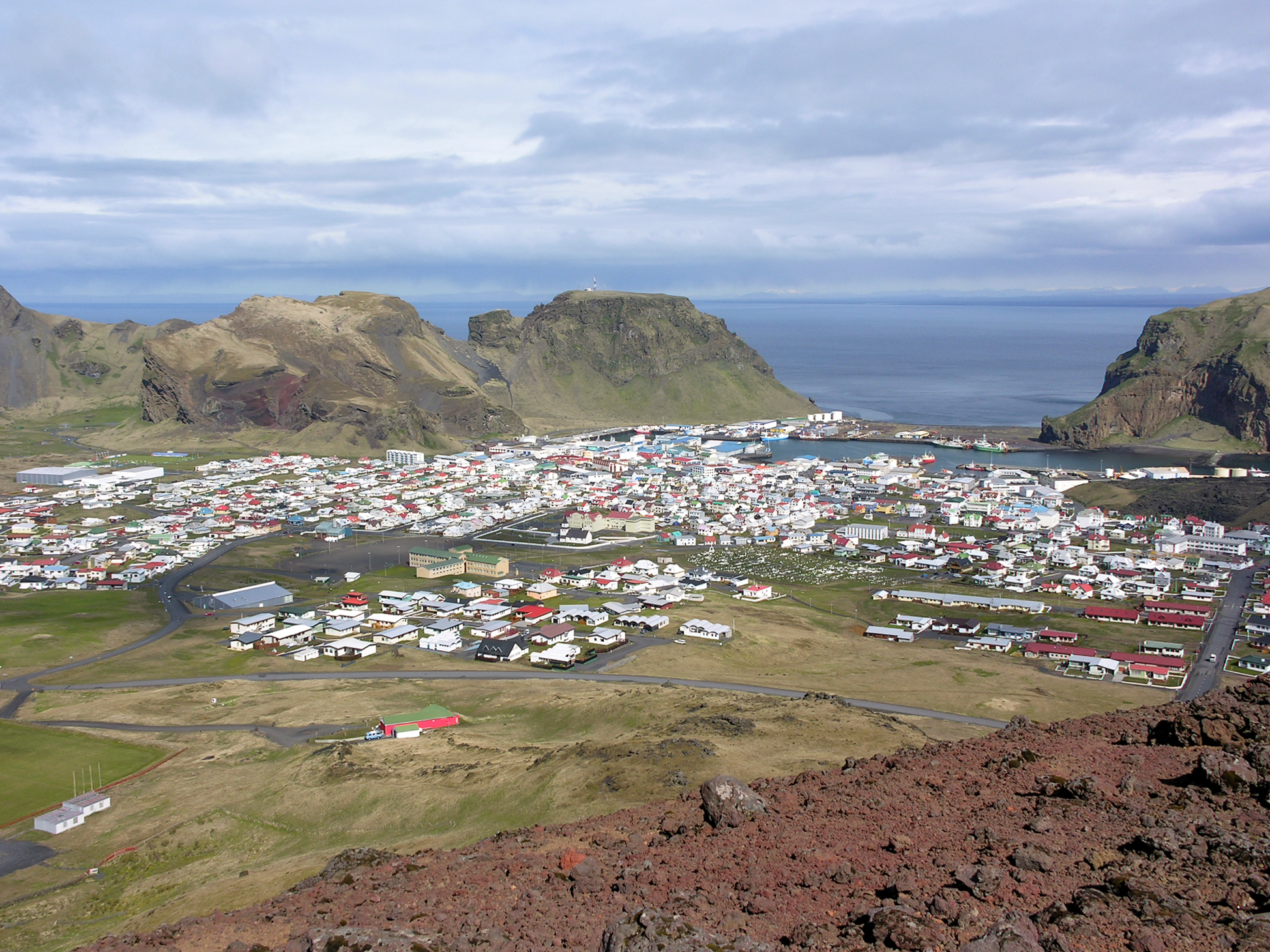
街並

解説図

この事件は「現代のポンペイ」と称され、ハワイのキラウエア火山と並んで、居住区の目の前で起こった噴火として有名となった。
噴火は半年後の7月3日に終息し、島民の必死の復興作業が続けられた結果、現在は元の生活を取り戻している。

## 交通
アイスランドの首都、レイキャヴィークから空路30分。または、ソルラゥクスホプンからの船便で1時間45分。